# Confronto tra microprocessori ARM
In questa pagina sono riportate le specifiche tecniche dei microprocessori basati su architettura ARM, sia quelli progettati direttamente da ARM, sia i core personalizzati da produttori di terze parti, come Apple e Qualcomm.

## Microarchitettura ARMv7
| Core              | Livelli di decodifica | Lunghezza della pipeline (stadi) | Esecuzione fuori ordine | FPU                     | NEON               | Processo produttivo (nm) | Execution Port | Cache L0                  | Cache L1 (istruzioni + dati) | Cache L2                | Configurazioni                                              | IPC (DMIPS/MHz)                                                   |
| ----------------- | --------------------- | -------------------------------- | ----------------------- | ----------------------- | ------------------ | ------------------------ | -------------- | ------------------------- | ---------------------------- | ----------------------- | ----------------------------------------------------------- | ----------------------------------------------------------------- |
| ARM Cortex-A5     | 1                     | 8                                | No                      | VFPv4 opzionale         | Opzionale (64 bit) |                          |                |                           | 4-64 kB/core                 |                         | Single / dual / quad core                                   | 1,57                                                              |
| ARM Cortex-A7     | 2                     | 8                                | No                      | VFPv4                   | 64 bit             | 40 / 28 nm               |                |                           | 8-64 kB/core                 | Fino a 1 MB (opzionale) | Single / dual / quad core                                   | 1,9                                                               |
| ARM Cortex-A8     | 2                     | 13                               | No                      | VFPv3 (non in pipeline) | 64 bit             | 65 / 45 nm               |                |                           | 32 kB + 32 kB                | 256 o 512 kB            | Single core                                                 | 2,0                                                               |
| ARM Cortex-A9     | 2                     | 8                                | Sì                      | VFPv3d16 opzionale      | Opzionale (64 bit) | 45 / 40 / 32 nm          |                |                           | 32 kB + 32 kB                | 1 MB                    | Single / dual / quad core                                   | 2,5                                                               |
| ARM Cortex-A12    | 2                     | 11                               | Sì                      | VFPv4                   | 128 bit            |                          |                |                           | 32-64 kB + 32 kB             | Fino a 8 MB             | Single / dual / quad core                                   | 3,0                                                               |
| ARM Cortex-A15    | 3                     | 15 integer + 17/24 FPU           | Sì                      | VFPv4                   | 128 bit            | 32 / 28 nm               |                |                           | 32 kB + 32 kB                | Fino a 4 MB per cluster | Single / dual / quad core e octa core (2 cluster quad core) | 3,5 - 4,01                                                        |
| Apple Swift       | 3                     | 12                               | Sì                      | VFPv4                   | Sì                 | 32 nm                    | 5              |                           | 32 kB + 32 kB                | 1 MB                    | Dual core                                                   | 3,5                                                               |
| Qualcomm Scorpion | 2                     | 10                               | Parziale                | VFPv3                   | 128 bit            | 65 / 45 nm               | 3              |                           | 32 kB + 32 kB                | 256 kB (per core)       | Single / dual core                                          | 2,1                                                               |
| Qualcomm Krait    | 3                     | 11                               | Sì                      | VFPv4                   | 128 bit            | 28 nm                    | 7              | 4 kB + 4 kB direct mapped | 16 kB + 16 kB                | 1 MB (per dual core)    | Dual / quad core                                            | 3,3 (Krait) / 3,1 (Krait 200) / 3,4 (Krait 300) / 3,6 (Krait 400) |